# Michel Santier
Michel Léon Émile Santier (ur. 20 maja 1947 w Granville) – francuski duchowny katolicki, biskup Créteil w latach 2007–2021.

## Życiorys
Wstąpił do seminarium duchownego w Coutances. Studiował także w międzydiecezjalnym seminarium w Caen oraz na Papieskim Instytucie Biblijnym, gdzie uzyskał tytuł licencjacki z Pisma Świętego.
Święcenia kapłańskie otrzymał 7 lipca 1973 i został inkardynowany do diecezji Coutances. Był m.in. wikariuszem parafii katedralnej i kapelanem miejscowej Akcji Katolickiej (1976-1978), koordynatorem powołań i pielgrzymek młodzieżowych (1976-1990), profesorem egzegezy biblijnej w seminarium w Caen (1978-2001), a także delegatem biskupim ds. ekumenizmu (1996-2001).

### Episkopat
19 czerwca 2001 papież Jan Paweł II mianował do biskupem ordynariuszem diecezji Luçon. Sakry biskupiej udzielił mu 23 września 2001 ówczesny biskup Coutances - Jacques Fihey.
4 września 2007 został prekonizowany biskupem ordynariuszem Créteil. Urząd objął 18 listopada tegoż roku. W kwietniu 2020 trafił do szpitala z powodu zarażenia chorobą COVID-19. 6 czerwca 2020 ogłosił, że pod koniec 2019 ze względu na stan zdrowia złożył rezygnację ze sprawowanego urzędu, którą papież Franciszek przyjął, zlecając mu dalsze sprawowanie urzędu do czasu mianowania następcy. 9 stycznia 2021 papież Franciszek mianował jego następcą biskupa Dominique Blancheta, dotychczasowego ordynariusza Belfort-Montbéliard i tym samym zwolnił go ze sprawowanego urzędu.